# 나카노 시로
나카노 시로(일본어: 中野 四郎, 1907년 1월 25일~1985년 10월 21일)는 13선 중의원 의원을 지낸 일본의 정치인이다.

## 생애
1907년 1월 25일에 아이치현 헤키카이군 신카와정(지금의 헤키난시)에서 태어났다. 소학교를 졸업한 뒤 농기구 가게에서 일하다가 13살 때 홀로 도쿄로 올라가서 신문 배달 등을 하며 학비를 벌어 구제 부잔 중학교에서 수학했다. 그러다가 1923년 9월에 중퇴했다.
이후 아이치현 태생으로 언론인 출신 중의원 의원이던 스즈키 쇼고의 소개로 다이쇼 데모크라시 시기를 대표하는 논객 중 하나인 가야하라 가잔의 문하생이 되었다. 그러다 우시고메구로 이사를 간 뒤 1938년 3월에 도쿄시 우시고메구의회 의원 선거에 당선됐다. 우시고메구는 미키 부키치의 지역구였고 인접한 고이시카와구는 하토야마 이치로의 지역구였기에 두 사람의 계열에 속하지 않는 정치인은 구의회 의원이 될 수 없었는데 나카노는 처음으로 이들의 파벌에 들지 않고 의원이 되었다. 재선 구의원으로 재직하던 1942년 6월에는 도쿄시의회 의원 선거에서 당선됐다.
전쟁이 격화하면서 경시청이 조선인들에 대한 탄압을 강화하고 조선인들이 많이 종사하던 고철상이나 중고 거래업에 대한 단속에 나섰다. 나카노의 지원자 중에는 선거권을 가진 재일 조선인들이 많았기에 아사누마 이네지로, 모리 가네미치 등과 함께 상업조합을 결성해 경시청에 대항했다. 조합에는 1만 8천여 명의 조선인들이 참여했는데 1942년 가을 히비야 공원에서 집회를 열었다가 나카노, 아사누마, 모리 등이 체포되었다.
도쿄 대공습으로 도쿄가 불에 타고 나카노가 고생하며 구축한 우시고메구에서의 지역 기반도 모두 사라졌다. 하지만 국정에 대한 열의를 가지고 있던 나카노는 1946년 1월 5일에 스즈키와 함께 아타미시에 거주하던 오자키 유키오를 찾아갔다. 오자키는 "스즈키 씨는 국회의원으로서 전쟁 예산에 찬성한 이상 선거에 나와선 안 된다. 나도 같은 책임이 있으니 출마하지 않는다. 나카노 군은 나가도 좋다"라고 말했다(하지만 오자키는 지지자들의 강권에 못 이겨 결국 출마했다).
같은 해 4월 10일에 총선이 시행되자 아이치현 제2구에서 산슈농민당 공천을 받아 출마했다. 당시 총선의 주요 의제 중 하나가 천황제 논의였는데 나카노는 천황제 유지를 위한 첨병이 되겠다며 일본의 국기 히노마루를 그린 전단지를 뿌렸다. 그런데 당시 연합군 최고사령부는 히노마루 사용을 금지하고 있었고 그럼에도 나카노가 히노마루를 사용하자 농민들은 나카노를 반골로 인식하여 적극적으로 지지했다. 그리고 의원 정수 7명 중에서 7위로 당선됐다.
1947년 2월 25일에 일본농민당이 결성되자 참여하여 위원장이 되었다. 이후 농민협동당을 거쳐 1952년에 개진당에 입당해 중앙상임위원이 되었다.
1955년 총선에 출마했으나 낙선했다. 이후 헤키난시장이 공석이 되자 시장 선거에 출마했다. 전임 헤키난시장이던 나카무라 쇼타로가 시의회 의장을 사기와 횡령 혐의로 검찰에 고소했는데 법정에서 무죄 판결이 나오자 책임을 지고 사퇴했기 때문이었다. 나카노는 1956년 4월 5일 무소속으로 입후보하여 자유민주당 공천을 받은 전 오하마정장 스즈키 젠키치를 꺾고 당선됐다.
1958년 4월 25일 중의원 해산이 이루어지자 3일 뒤에 시장에서 사임한 뒤 총선에 출마했지만 다시 낙선했다. 2년 뒤 총선을 앞두고 호리 시게루의 도움을 받아 자민당 공천을 받아 입후보하여 당선돼 5년 만에 국회로 돌아갔다. 당선 후에는 사토파-후쿠다파에 소속됐다.
이후 자민당 국회대책위원장, 중의원 예산위원장 등을 역임한 뒤 1978년 제1차 오히라 내각이 국토청 장관으로 입각했다. 1979년 총선에서 당선돼 11선 의원이 되었지만 나카노의 선거 운동을 돕던 전현직 니시오시의회 의원이 체포되는 일이 발생했다. 1982년에 훈1등 욱일대수장을 수훈했다.
1985년 7월 10일 자택에서 계단을 잘못 밟아 미끄러져 도쿄 여자의과대학병원에 입원했다. 그러다가 16일 아침에 재활을 핑계로 지팡이를 짚고 병원을 빠져나간 뒤 자동차를 타고 의원회관에 갔다. 그리고 다음 날 의원 정수 시정 공소의 최고재판소 판결이 예정된 날에 「공직선거법」 개정에 관한 특별조사위원장 자격으로 사무소에 다른 의원들, 중의원 사무국 직원들, 자치성 선거부장 등을 차례로 면담한 뒤 언론 취재에 응했다. 하지만 건강에 문제가 있는 상태에서 무리를 한 게 화근이 되어 그대로 소파에 쓰러졌고 다시 병원으로 옮겨져 산소호흡기를 달아야 했다.
나카노의 건강 상태에 대한 함구령이 내려져 지역 정계 관계자들에겐 교통 사고를 당해 후유증으로 요양 중이라고 발표했다. 하지만 29일에 열린 도카이도 신칸센 미카와안조역 기공식에도 불참하자 상태가 위중하다는 소문이 돌기 시작했다.
한편 두 번째 입원을 한 이후 말도 제대로 하지 못하는 상태이던 나카노는 10월 21일 급성 심부전으로 사망했다. 향년 78세. 나카노의 유일한 자녀는 잡지 기자로 일하던 아들이었는데 병으로 일찍 죽었다. 따라서 나카노 사후에 그의 후계자 자리를 놓고 치열한 경쟁이 펼쳐졌고 최종적으로 오카자키시 출신의 스기우라 세이켄이 후계자가 되었다.

## 역대 선거 기록
|  | 0% |

|  | 13.6% |

|  | 20.9% |

|  | 11.3% |

|  | 11.4% |

|  | 9.3% |

|  | 0% |

|  | 11.2% |

|  | 17.6% |

|  | 18.3% |

|  | 17.7% |

|  | 18.6% |

|  | 17% |

|  | 22.6% |

|  | 20.9% |

|  | 18.6% |

|  | 16.4% |

| 전임 사쿠라우치 요시오 | 제7대 국토청 장관 1978년 12월 7일~1979년 11월 9일 | 후임 소노다 기요미쓰 |